# Marie-Paule Gnabouyou
Pour les articles homonymes, voir Gnabouyou.

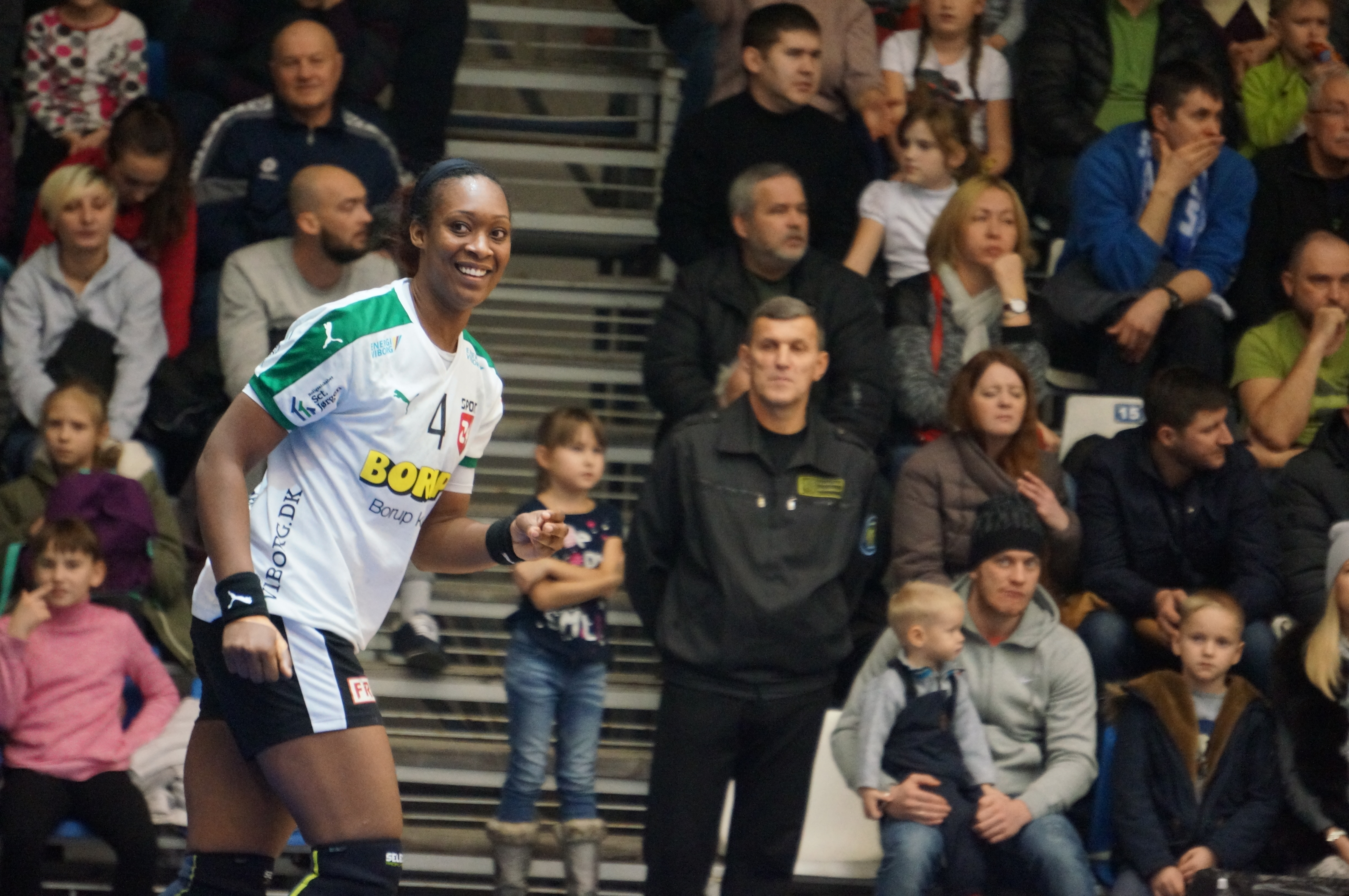
Marie-Paule Gnabouyou sous le maillot de Viborg HK en novembre 2016.

Marie-Paule Gnabouyou, née le 4 mars 1988 à Toulouse, est une handballeuse française, évoluant au poste d'arrière droite. Internationale française, elle est notamment vice-championne du monde en 2011 et médaillée de bronze au championnat d'Europe 2016.

## Biographie
Elle est la sœur du footballeur professionnel français Guy Gnabouyou.
En 2012, alors qu’elle est remplaçante de l'équipe de France aux Jeux olympiques de 2012, on lui détecte un décollement de neuf millimètres du péricarde, la contraignant de rentrer en France pour se faire soigner.
À partir de la saison 2015-2016, elle évolue dans le club de Viborg HK avec lequel elle s'engage pour deux saisons.
Après deux saisons au Danemark, elle rejoint avec le club hongrois de Siófok KC, où elle retrouve sa partenaire en équipe de France, Estelle Nze Minko.
En décembre 2017, elle annonce attendre un enfant et, d’un commun accord avec son club, met  un terme à son contrat avec Siofok,.
Après sa grossesse, elle s'engage en octobre 2018, avec le club slovène de RK Krim.
Pour la saison 2019-2020, elle revient dans le club de Toulon Saint-Cyr où elle avait déjà évolué de 2008 à 2015.
En 2021, elle rejoint l'OGC Nice, mais elle se blesse début novembre puis annonce en avril 2022 être enceinte de son troisième enfant alors que son contrat allait jusqu'en 2023.

## Palmarès

### En club
compétitions nationales
- championne de Slovénie en 2019 (avec RK Krim)
- championne de France en 2010 (avec Toulon Saint-Cyr)
- vainqueur de la coupe de France en 2011 et 2012 Toulon Saint-Cyr (avec Toulon Saint-Cyr)

### Équipe nationale
championnats du monde
- finaliste du championnat du monde 2011

championnats d'Europe
- troisième du championnat d'Europe 2016

autres
- 7e place du championnat du monde junior en 2008[11]
- 5e place du championnat d'Europe junior en 2007[12]
- 4e place du championnat du monde jeunes en 2006[13],[14]
- troisième du championnat d'Europe jeunes en 2005[15]